# Kerwin Mathews
Kerwin Mathews (8 de enero de 1926 - 5 de julio de 2007) fue un actor estadounidense reconocido por ser el protagonista de Simbad y la princesa (The 7th Voyage of Sinbad, 1958), Los viajes de Gulliver (The Three Worlds of Gulliver, 1960) y Jack y el gigante asesino (Jack the Giant Killer, 1962).

## Vida y carrera
Mathews nació en Seattle (Estado de Washington) A los 2 años de edad su madre recién divorciada se mudó con él a Janesville (Wisconsin), huyendo de un mal matrimonio.
Asistió a la escuela secundaria Janesville, de donde se graduó en 1943.
Mathews dijo que "un amable profesor de secundaria me puso en una obra de teatro, y eso me cambió la vida».
Según un compañero de clase, él era un «apuesto sinvergüenza».
Durante la Segunda Guerra Mundial estuvo en el Cuerpo Aéreo del Ejército.
Luego asistió al cercano Milton College durante dos años, donde también hizo actuación.
Después se mudó al Beloit College donde obtuvo becas para estudiar teatro y música.
Permaneció tres años en Beloit, donde enseñó locución y arte dramático.
También actuó en el teatro regional.
Enseñó inglés en la secundaria de Lake Geneva (Wisconsin).
En 1954 se mudó a Los Ángeles (donde no tenía ningún contacto, salvo una tía que lo alojó un tiempo).
Mathews actuó en el teatro Pasadena Playhouse, donde conoció al jefe de casting de Columbia Pictures, que le consiguió un contrato de siete años en el estudio.
Actuó en varias películas de acción y fantasía a fines de los años cincuenta y principios de los sesenta.
La película Simbad y la princesa fue una de las que más recaudó en 1958, y generó otros 6 millones de dólares estadounidenses cuando se reestrenó en 1968.
Para su famosa lucha con espadas contra un esqueleto, Mathews practicó con el campeón olímpico de esgrima Enzo Musomeci-Greco, quien le coreografió los movimientos. Mathews entonces filmó los movimientos él solo, y luego el técnico y dibujante Harryhausen agregó el esqueleto a las tomas.
En 1961 conoció al británico Tom Nicoll, con quien vivió en los siguientes 46 años; aunque mantuvo su homosexualidad de manera más o menos privada.
Durante este periodo, en la cima de la fama, Mathews casi nunca dio entrevistas, posiblemente porque no quería hablar de su vida privada: en esa época los héroes no podían admitir que eran gays.
Aunque se sentía encasillado por sus papeles aventureros, veía con agrado su carrera en Hollywood.
Su papel favorito fue el de Johann Strauss (hijo) en la película para televisión de Disney en dos partes El rey del vals (1963).
Matthews protagonizó la serie de películas francesas OSS 117 (de Jean Bruce) y El vizconde, basada en otro héroe de Bruce.

No tengo absolutamente nada que lamentar de mi carrera como actor. A veces tengo dudas, pero en el balance creo que sin duda valió la pena para mí haber abandonado temporalmente el mundo real y haberme convertirdo en un actor. Estoy muy orgulloso de mi trabajo, porque lo hice lo mejor que podría hacer en el momento. Siempre quise hacer una película con un papel de buena calidad para mí, pero nunca lo hice. Cuando veo a los actores de hoy, como William Hurt o Eric Roberts, creo que son un regalo para el cine. Me gustaría haber tenido la oportunidad de hacer lo que ellos hacen. Yo sabía que podía y muchas personas están de acuerdo conmigo, pero no funciona de esa manera. Todavía tengo mucha fe en el negocio del cine. Las películas parecen estar mejorando todo el tiempo. Cualquiera que sea la dirección que tome el mundo del cine, ojalá que yo todavía pueda ser parte de ese mundo. Pero yo no voy a entrar en una camisa de satén y tomarme una píldora. He hecho las paces con mi vida.
Kerwin Mathews, entrevista de 1987, citada en IMDb.com

En 1978 se retiró de la actuación y se mudó con su pareja a San Francisco (California), donde tuvieron una tienda de ropa y antigüedades, y se convirtieron en asiduos visitantes de los teatros de la ciudad, para asistir a veladas de música clásica o ballet.
Kerwin Mathews falleció mientras dormía en su casa en San Francisco el 5 de julio de 2007 a la edad de 81 años.
Lo sobrevivió su compañero Tom Nicoll.

Hasta el final, él respondía una por una todas las cartas de sus fans. En cualquier lugar donde se mostrara la película [Simbad y la princesa] recibía muchas cartas de sus admiradores. O si su nombre aparecía en alguna revista, recibía decenas de cartas de sus fans.
Tom Nicoll (esposo de Mathews)

La ciudad de Janesville cambió el nombre de una calle adyacente a la antigua Janesville High School «Kerwin Mathews court».
Ese edificio, renovado, ahora alberga el Centro de Artes Escénicas de Janesville.

## Filmografía

### Televisión
- Space Patrol, "The Escape of Mr Proteus" (1954)
- Ford Theatre
  - Charlie C company (1954)
  - The Lady in the Wind (1955)
  - Catch at Straws (1956)
- Playhouse 90
  - The Country Husband (1956)
- Matinee Theatre
  - Show of Strength (1957)
  - The Suicide Club (1958)
- Goodyear Television Playhouse
  - The Obenauf Story (1959) †
- Walt Disney's Wonderful World of Color
  - The Waltz King (1963) (two parts)
- Ghostbreaker (1967) †
- Dead of Night: A Darkness at Blaisedon (1969) †
- Ironside (1972)
  - "Hey, Buddy, Can You Spare a Life?"
  - "Achilles' Heel"
- Death Takes a Holiday (1971)

† episodios pilotos de series no vendidas

### Cine
- Five Against the House (1955)
- The Garment Jungle (1957)
- Tarawa Beachhead (1958)
- Simbad y la princesa (The 7th Voyage of Sinbad, 1958)
- The Last Blitzkrieg (1959)
- Saffo, venere di Lesbo aka The Warrior Princess (1960)
- Man on a String (1960)
- Los viajes de Gulliver (The Three Worlds of Gulliver, 1960)
- The Devil at 4 O'Clock (1961)
- Pirates of Blood River (1962)
- Jack y el gigante asesino (Jack the Giant Killer, 1962)
- OSS 117 (1963) ‡
- Maniac (1963)
- Panic in Bangkok (1964) ‡
- Shadow of Evil (1966) ‡
- Battle Beneath the Earth (1967)
- The Viscount (1967)
- The Killer Likes Candy (1968)
- A Boy...a Girl (1969)
- Barquero (1970)
- Octaman (1971)
- Achilles Heel (1972)
- The Boy Who Cried Werewolf (1973)
- Nightmare in Blood (1978)

‡ Película de OSS 117.